# Perruche de Müller
Tanygnathus sumatranus
Espèce
Statut de conservation UICN

 LC  : Préoccupation mineure
Statut CITES
La Perruche de Müller (Tanygnathus sumatranus) est une espèce d'oiseau appartenant à la famille des Psittaculidae.

## Description
Cet oiseau mesure environ 32 cm. Son plumage présente une dominante verte, plus foncée chez la femelle. Le croupion est bleu ciel. Les iris sont jaunes et les pattes grises.
Le dimorphisme sexuel est peu marqué : le bec est rouge chez le mâle et rosé chez la femelle.

## Sous-espèces
Selon la classification de référence du Congrès ornithologique international (15.1, 2025) il se répartit en deux sous-espèces :
- T. s. sumatranus Raffles, 1822) - Célèbes et îles Banngai et Sula ;
- T. s. sangirensis Meyer & Wiglesworth, 1894 — îles Sangihe et Talaud ;

## Habitat
Cette espèce vit dans s forêts à proximité des champs et dans les zones humides en dessous de 500 m d'altitude.

## Répartition
Cet oiseau peuple les Philippines, les îles de la Mer de Sulu, les îles Talaud et Sangihe, Sulawesi et les îles voisines.

## Comportement
Cette espèce est essentiellement nocturne.